# 梁玉蕤
梁玉蕤（1607年—1672年），字韵略，號蒨谷，福建泉州府晋江县人。

## 生平
崇祯三年（1630年）庚午科福建乡试举人，授教谕兼摄罗源，崇祯十三年（1640年）庚辰科進士，刑部观政。本年授抚州府推官，後致仕杜门不出，未几卒，著有《象山存稿》。